# Jacqueline Dubrovich
Jacqueline „Jackie“ Dubrovich (* 18. Juli 1994 in Riverdale, New Jersey) ist eine US-amerikanische Florettfechterin.

## Erfolge
Jacqueline Dubrovich begann im Alter von acht Jahren mit dem Fechten. Ihre erste Medaille bei den Erwachsenen sicherte sie sich bei den Panamerikanischen Spielen 2019 in Lima, als sie sogleich mit Lee Kiefer und Nicole Ross in der Mannschaftskonkurrenz die Goldmedaille gewann. Bei den Weltmeisterschaften 2019 in Budapest belegte sie mit Kiefer, Ross und Nzingha Prescod den dritten Platz. Bei den 2021 ausgetragenen Olympischen Spielen 2020 in Tokio startete Dubrovich in zwei Disziplinen. Im Einzel schied sie nach einer 14:15-Auftaktniederlage gegen Leonie Ebert aus. Mit Lee Kiefer, Nicole Ross und Sabrina Massialas besiegte sie im Mannschaftswettbewerb hingegen zum Auftakt Japan mit 45:36, verlor aber das anschließende Halbfinale gegen die russische Mannschaft mit 42:45. Das abschließende Duell um Bronze ging gegen Italien deutlich mit 23:45 verloren.
Der nächste Erfolg gelang Dubrovich bei den Panamerikameisterschaften 2022 in Asunción mit Silber in der Mannschaftskonkurrenz. Außerdem belegte sie Rang drei im Einzel. Auch bei den Weltmeisterschaften in Kairo einen Monat später wurde sie zusammen mit Kiefer, Maia Weintraub und Zander Rhodes in der Mannschaftskonkurrenz Zweite. Diesen Erfolg wiederholte sie mit Kiefer, Weintraub und Lauren Scruggs bei den Panamerikameisterschaften 2023 in Lima, während sie bei den Panamerikanischen Spielen in Santiago de Chile im selben Jahr mit Lee Kiefer und Zander Rhodes eine weitere Goldmedaille gewann. Mit der US-amerikanischen Équipe musste sie sich im Finale der Panamerikameisterschaften Kanada mit 43:45 geschlagen geben, während sie sich bei den Panamerikanischen Spielen gegen Kanada mit 44:33 durchsetzte. Ein Jahr darauf belegte sie bei den Panamerikameisterschaften, die erneut in Lima stattfanden, im Einzel den dritten Platz. In der Mannschaftskonkurrenz setzten sich Dubrovich, Maia Weintraub, Lee Kiefer und Lauren Scruggs diesmal im Finale gegen Kanada deutlich mit 45:21 durch.
Bei den Olympischen Spielen 2024 in Paris scheiterte Jacqueline in der Einzelkonkurrenz bereits der ersten Runde mit 12:15 an Flóra Pásztor. Im Mannschaftswettbewerb erreichte sie gemeinsam mit Maia Weintraub, Lee Kiefer und Lauren Scruggs nach einem 45:37-Erfolg gegen China zunächst das Halbfinale, das mit 45:31 gegen Kanada klar gewonnen wurde. Im Duell um die Goldmedaille trafen die US-Amerikanerinnen auf die Équipe Italiens, die mit 45:39 ebenfalls besiegt wurde, womit Dubrovich mit ihren Mannschaftskolleginnen Olympiasiegerin wurde.
Dubrovich schloss 2016 ein Psychologiestudium an der Columbia University ab, für die sie auch im College-Sport aktiv war.